# Cierva C.30
El Cierva C.30A fue un modelo de autogiro, diseñado por el ingeniero e inventor español Juan de la Cierva y construido bajo licencia de la compañía Cierva Autogiro Company por las firmas A V Roe & Co Ltd, Lioré-et-Olivier y Focke-Wulf.

## Diseño y desarrollo

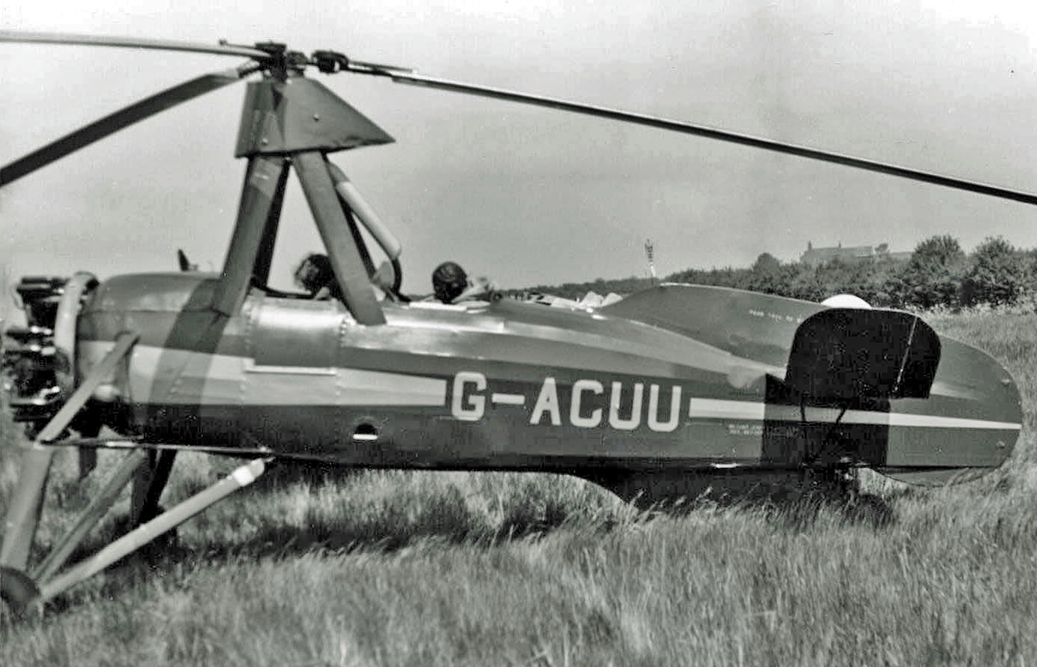
Avro 671 (Cierva C.30A) listo para el despegue en el aeródromo de Rearsby de la empresa Auster Aircraft, junio de 1951.

El C.30 es el modelo más conocido de los autogiros de la Cierva, por haber sido fabricado en varios países. A partir de las pruebas realizadas con un C.19 Mk V modificado, propulsado por un motor Armstrong Siddeley Genet Major I de 78 kW (105 hp). Uno de los refinamientos importantes del C.19, en lo que a la ingeniería se refiere, era la capacidad de girar mecánicamente el eje del rotor (el cual, al ser un autogiro, no estaba motorizado), conectándolo al motor mediante un embrague, a la vez que reflejaba el aire procedente de la hélice tractora hacia el rotor por medio de la “cola de escorpión”; en los diseños anteriores de Juan de la Cierva, el giro se iniciaba a mano o tirando de un cable.
Avro comisionó a National Flying Services para construir una versión biplaza, que voló por primera vez en abril de 1933 y obtuvo la licencia de fabricación, asignando al proyecto su propia denominación Type 671. El prototipo de un modelo mejorado, el C.30P, con un Genet Major de 140 hp, fue construido en Heston por la compañía Airwork en 1933; este modelo se caracterizaba por sus palas plegables. Avro construyó tres C.30P de preproducción en Mánchester (la factoría de Hamble había cerrado sus puertas en 1932) y obtuvo una licencia para construir ejemplares de serie del modelo C.30A.
Entre los meses de agosto de 1934 y mayo de 1935, se entregó a la RAF un lote de 12 ejemplares, diez de los cuales sirvieron inicialmente con la Escuela de Cooperación con el Ejército de Old Sarum, bajo la denominación de servicio Rota Mk I. Uno de los ejemplares restantes realizó pruebas con flotadores, y el otro fue equipado experimentalmente en el Royal Aircraft Establishment (RAE) de Farnborough con un motor Genet Mayor.

### Producción

#### Avro
Avro obtuvo la licencia en 1934 y construyó, como se indica más arriba, 12 unidades para la RAF y 66 ejemplares civiles o para exportación; España adquirió dos de estos aviones para la Aviación Militar y dos para la Armada. Fueron utilizados para la observación durante los sucesos de la revolución de Asturias de 1934, en lo que fue la primera actuación de una aeronave de ala giratoria en operaciones militares. El primer ejemplar del C.30A fue entregado en julio de 1934. El C.30A estaba propulsado por un motor Armstrong Siddeley Genet Major de 140 hp, su peso era de 861 kg, alcanzaba una velocidad máxima de 161 km/h, una autonomía de 402 km (250 millas) y un techo de 2440 m (8000 pies). Actualmente se conservan unos seis ejemplares.

#### Lioré-et-Olivier
68 ejemplares fueron construidos en Francia por Lioré-et-Olivier como LeO C.30 (1), LeO C.30S (59), LeO C.301 (1) y LeO C.302 (7) con motores Salmson 9Ne de 175 hp; uno de estos aparatos se conserva en el Musée de l´Air del aeropuerto de Le Bourget, en París. 

#### Focke-Wulf
En 1932 se fundó la empresa Cierva Autogiro GmbH en Berlín y, hasta 1938, la compañía Focke-Wulf construyó bajo licencia, con la nomenclatura Fw 30 Heuschrecke (Saltamontes), un cierto número de unidades; el Ministerio del Aire del Reich (RLM) puso grandes esperanzas en el helicóptero como aparato de enlace, y cursó una orden en diciembre de 1935 por 36 autogiros, que aumentó a 40 unos meses más tarde. El C 30 estaba propulsado con un motor radial Siemens Sh.14B de 150 hp.

## Historia operacional
El propio de la Cierva efectuó el 7 de marzo de 1934 un perfecto y preciso aterrizaje con un modelo C.30 matriculado G-ACIO en el portaeronaves Dédalo, fondeado cerca del puerto de Valencia, sobre una zona marcada de la cubierta. Media hora después despegó tras una corta carrera de 24 m. Era la primera vez que una nave de aspas y rotor se posaba y despegaba desde un buque.
Doce C.30A construidos por Avro para la Real Fuerza Aérea británica (RAF) entraron en servicio como Avro 671 Rota Mk I con (matrículas K4230 al K4239, K4296 y K4775). Los doce fueron entregados entre 1934 y 1935. Con ellos se equipó la Escuela de Cooperación del Ejército (Army School of Co-operation) en RAF Old Sarum, cerca de Salisbury. Muchas de las aeronaves civiles de este modelo fueron requisadas y puestas en servicio con la RAF entre 1939 y 1940.
En 1940 se equipó con este modelo al Destacamento 1448 en Duxford. Posteriormente, se equipó con ellos el 529 Squadron de Halton para trabajos de calibración de radares. Fueron desmovilizados en octubre de 1945, y, al final de la guerra, los doce supervivientes fueron vendidos.
En junio de 1936, Juan de la Cierva se encontró en Gran Bretaña con el rey Alfonso XIII, que varias veces le había mostrado su interés en volar en el autogiro, y que por motivos de seguridad, no se había podido realizar hasta entonces, y tuvo por fin la oportunidad de volar en un C.30 pilotado por el propio inventor el día 24 de dicho mes.
Tras varios años de trabajo en la Maestranza Aérea de Albacete, el 15 de enero de 1998 se voló de nuevo un autogiro Cierva C.30. Fue pilotado por el teniente coronel Fernando Iglesia Manix. Después de un accidente en junio de 2000, que casi deja sin brazo al piloto, fue entregado al Museo del Aire, ubicado en la Base Aérea de Cuatro Vientos (Madrid).

## Variantes
C.30 (Avro Type 671)
Propulsado por un motor radial Armstrong Siddeley Genet Major I de 78 kW (105 hp).
C.30P
Modelo mejorado, propulsado por un motor radial Armstrong Siddeley Genet Major IA de 104 kW (140 hp).
C.30A
Modelo principal de producción, propulsado por un motor Armstrong Siddeley Genet Major IA de 104 kW (140 hp).
Rota Mk I
Designación de la RAF para el Cierva C.30A.
Lioré et Olivier LeO C-30
59 Cierva C.30 fabricados bajo licencia, propulsados por motores Salmson 9Ne de 130 kW (175 hp), fueron suministrados a la Fuerza Aérea y Armada francesas. Todos los autogiros LeO C-30 fueron destruidos o capturados por las fuerzas alemanas durante la invasión de Francia en 1940.
Lioré et Olivier LeO C-30S
El Número de Construcción 36 fue completado como el único C-30S.
Lioré-et-Olivier LeO C-301
C-30 mejorados con amortiguadores oleoneumáticos Messier, mecanismos de flotación para facilitar el amerizaje y soporte trípode del rotor principal actualizados. Se entregaron seis aeronaves a la Armada francesa a principios de junio de 1940.
Lioré et Olivier LeO C-302
Los primeros autogiros adolecían de carreras de despegue relativamente largas. Para reducir la distancia de despegue, dos C-301 fueron equipados con el equivalente a la cabeza de "Salto" de Cierva que permitía a la aeronave saltar verticalmente tras una carrera muy corta. Los C-302 fueron usados extensamente para probar componentes del rotor y del tren de aterrizaje, pero el desarrollo fue finalmente abandonado en 1949/50.
Focke-Wulf C 30 Heuschrecke (Saltamontes)
40 aeronaves construidas, cada una con un motor radial Siemens Sh 14A de siete cilindros y 104 kW (140 hp).

## Operadores

### Civiles
Lituania
- Aero Club de Lituania: un único C.30A construido por Avro, adquirido en 1934.[8]

### Militares
Argentina
 Austria
 Bélgica
 Dinamarca
- Real Fuerza Aérea de Dinamarca[9]

 España
- Aeronáutica Militar
- Armada Española

 Francia
- Ejército del Aire Francés
- Aviación Naval Francesa

 Italia
 Polonia
 Reino Unido
- Real Fuerza Aérea británica

 Unión Soviética
 Yugoslavia

## Supervivientes
Argentina
- Cierva C.30A (LV-FBL): en exposición en el Museo Nacional de Aeronáutica.

Australia
- Cierva C.30A (VH-USR): en exposición en Powerhouse Museum, Sídney.

España
- Cierva C.30A (XVU.1-01):[10][11] en exposición en el Museo del Aire de Cuatro Vientos, Madrid.

Estados Unidos
- Cierva C.30A (H-KX): en exposición en Fantasy of Flight Museum, Florida, Estados Unidos.

Francia
- Lioré et Olivier LeO C.302 (F-BDAD): en exposición en el Museo del Aire y del Espacio, París.

Italia
- Cierva C.30 (I-CIER): en exposición en el Museo della Scienza e della Tecnica Milano.

Países Bajos
- Cierva C.30A (LN-BAD): en exposición en el Aviodrome.

Reino Unido
- Avro Rota I (K4232): en exposición en Museo de la Real Fuerza Aérea Británica de Londres.
- Cierva C.30A (AP506): en exposición en el The Helicopter Museum, Weston-super-Mare.
- Cierva C.30A (AP507): en exposición en el Museo de Ciencias de Londres.
- Cierva C.30A (HM580): en exposición en el Museo Imperial de Guerra de Duxford.

Suecia
- Cierva C.30 versión con esquíes (SE-AEA): en exposición en el Museo de Ciencia y Tecnología de Suecia.[12]

## Cultura popular
Una aeronave similar aparecía en la película 39 escalones de Alfred Hitchcock, la primera aparición de un autogiro en una película.

## Especificaciones (C.30A)

### Características generales
- Tripulación: Uno (piloto)
- Longitud: 6 m (19,7 ft)
- Diámetro rotor principal: 11,3 m (37 ft)
- Altura: 3,4 m (11,1 ft)
- Peso vacío: 554,5 kg (1222,1 lb)
- Peso máximo al despegue: 818 kg (1802,9 lb)
- Planta motriz: 1× motor radial de 7 cilindros refrigerado por aire Armstrong Siddeley Genet Major IA.
  - Potencia: 108 kW (149 HP; 147 CV)

### Rendimiento
- Velocidad máxima operativa (Vno): 177 km/h (110 MPH; 96 kt)
- Velocidad crucero (Vc): 153 km/h (95 MPH; 83 kt)
- Alcance: 458 km (247 nmi; 285 mi)
- Régimen de ascenso: 213,4 m/s (42 007 ft/min)

## Aeronaves relacionadas

### Desarrollos relacionados
- Cierva C.19

### Secuencias de designación
- Secuencia C._ (interna de la compañía Cierva): ← C.27 - C.28 - C.29 - C.30 - C.31 - C.32 - C.33 →